# Güira
A güira (kiejtése kb. „guíra”) egy fémből (általában rozsdamentes acél) készült, henger alakú ritmushangszer, amelyet általában latin zenékben, pl. bachata használnak.
A henger felületén levő dudorok adják a hangot, a fém vagy műanyag szálú seprővel végighúzva, ütve. A hangszer a Dominikai Köztársaságból ered. Hasonlít a güiróhoz, amely azonban általában fából vagy lopótökből készül.